# Ірвінгтон (Айова)
Ірвінгтон (англ. Irvington) — переписна місцевість (CDP) в США, в окрузі Кошут штату Айова. Населення — 36 осіб (2020).

## Географія
Ірвінгтон розташований за координатами 43°0′49″ пн. ш. 94°11′46″ зх. д. / 43.01361° пн. ш. 94.19611° зх. д. (43.013546, -94.196051).  За даними Бюро перепису населення США в 2010 році переписна місцевість мала площу 2,43 км², уся площа — суходіл.

## Демографія
Згідно з переписом 2010 року, у переписній місцевості мешкало 38 осіб у 17 домогосподарствах у складі 11 родини. Густота населення становила 16 осіб/км².  Було 18 помешкань (7/км²).
Расовий склад населення:
| - 100,0 % — білих |

До двох чи більше рас належало 0,0 %. Частка іспаномовних становила 0,0 % від усіх жителів.
За віковим діапазоном населення розподілялося таким чином: 21,1 % — особи молодші 18 років, 60,5 % — особи у віці 18—64 років, 18,4 % — особи у віці 65 років та старші. Медіана віку мешканця становила 45,0 року. На 100 осіб жіночої статі у переписній місцевості припадало 111,1 чоловіків;  на 100 жінок у віці від 18 років та старших — 150,0 чоловіків також старших 18 років.
Цивільне працевлаштоване населення становило 13 особи. Основні галузі зайнятості: освіта, охорона здоров'я та соціальна допомога — 53,8 %, виробництво — 46,2 %.